# 太平村屠殺
太平村屠殺（越南语：／；：／），是越南平定省的太平村於1966年2月大韓民國國軍猛虎部隊對太平村村民的屠杀，死者都是无武装的平民。越南戰爭期間，韓國軍屠殺的越南平民至少有9,000人之多。这一事件中，韩国陆军士兵屠杀了65名没有武器的平民，其中多数是妇女和儿童。